# 永顺专区
永顺专区，湖南省已撤消的专区。1949年由湘西行政区改置，在今湖南省西部。辖永顺、大庸、古丈、保靖、龙山、桑植等县。专员公署驻永顺县。1952年撤销，辖县划归湘西苗族自治区。